# Väster-Tvärtjärnen
Väster-Tvärtjärnen är en sjö i Sollefteå kommun i Ångermanland och ingår i Ångermanälvens huvudavrinningsområde. Sjöns area är 0,022 kvadratkilometer och den befinner sig 179 meter över havet.